# Єжевиці (Мазовецьке воєводство)
Єжевиці (пол. Jeżewice) — село в Польщі, у гміні Тарчин Пясечинського повіту Мазовецького воєводства.
Населення — 190 осіб (2011).
У 1975-1998 роках село належало до Варшавського воєводства.

## Демографія
Демографічна структура станом на 31 березня 2011 року:
|          | Загалом | Допрацездатний вік | Працездатний вік | Постпрацездатний вік |
| -------- | ------- | ------------------ | ---------------- | -------------------- |
| Чоловіки | 91      | 24                 | 61               | 6                    |
| Жінки    | 99      | 21                 | 53               | 25                   |
| Разом    | 190     | 45                 | 114              | 31                   |